# 向栄
向 栄（しょう えい、Xiang Rong、1792年（乾隆57年） - 1856年8月9日（咸豊6年7月9日））は、清の軍人。字は欣然。
四川省夔州府大寧県（現在の重慶市巫渓県）出身。提督楊遇春の部に属し、青海・新疆の戦いに従軍した。その後、直隷総督キシャン（琦善）に才能を評価され、1833年に開州協副将となった。1847年に四川提督となり、1851年に広西提督となった。太平天国の乱が発生すると、広西省から太平天国軍の追撃にあたり、欽差大臣に任命された。1853年、太平天国軍が南京を占領し、天京と改称して都とすると、向栄は江南大営を築き、天京を包囲する体制を取った。対峙を続けること3年、1856年6月に太平天国軍が第一次江南大営攻略に成功し、向栄は敗北して江南大営は破壊された。向栄は丹陽に退き、太平天国軍の秦日綱軍と激戦を繰り広げた。8月に死去。自殺という説もある。後任の欽差大臣には江南提督の和春が就任した。